# La Pulquería (banda)
La Pulquería fue un grupo de música español formado en Valencia en el año 2000. Se caracterizaba por la fusión de estilos, buscando una sintonía marchosa entre estilos tan dispares como el corrido mexicano, el hard rock, los ritmos ska o las rancheras.

## Historia

### Inicios y éxito
El grupo está formado por Huracán Romántica (voz), Jordi y Pancho (guitarras), Miguel Ángel (bajo) y Fede (batería). Con influencias mexicanas, su fusión de estilos musicales y energía sobre el escenario los hace inconfundibles, ellos mismos denominan su cóctel musical "hard-mariachi".
En 2004 lanzan al mercado su primer trabajo llamado Corridos de amor, con su single El día de los muertos, que pronto se convertiría en la canción más conocida del grupo.
Era la presentación de un grupo que, desde entonces, se ha mantenido encima de los escenarios en gira por toda España. Recorriendo festivales de la talla de Extremúsika, Derrame Rock o Mediatic Festival, Vive Latino y en otras ocasiones compartiendo cartel con La Excepción, grupo con el que mantienen una gran amistad. 
En el año 2006, su canción Morirse de pena forma parte de la banda sonora de la película Va a ser que nadie es perfecto (guion de Albert Espinosa).
El 17 de marzo del 2007 estrenó C'mon fandango en la Sala Caracol de Madrid.
El 27 de marzo de 2008, participan en el XXII Festival Cultural Zacatecas en la ciudad y estado de Zacatecas, México, la cual fue su primera presentación en ese país.
A mediados de 2008 sacaron su primer disco en directo Hey ho chingón grabado de sus conciertos en Fuengirola y la Sala Greenspace de Valencia. En este disco aparece el videoclip Qué bueno sería, himno oficial del Viña Rock 2008.
En marzo de 2010 la banda confirma que rompe con su discográfica y que se comenzará a autoproducir sus trabajos. Pocas semanas después el 13 de abril anuncian la creación de Fast Cuisine, un menú de tres platos, un EP que editarán en tres partes, en primer lugar publican "Everybody Arroz Arse" con cuatro temas solo disponibles en internet. El 18 de mayo publican la segunda parte del trabajo "Para to take a güey" compuesto también por cuatro canciones con tintes más punk, ska y rockabilly. Finalmente a principios de julio publican la tercera parte del disco titulada "Dulce de leches" que concluye el álbum con dos nuevos temas. En septiembre deciden realizar una tirada de 2000 copias que agrupen los minidiscos que componen el Fast Cuisine, debido a la petición masiva por parte de sus fanes.
En junio de 2011 emprenden la primera de sus giras latinoamericanas, haciendo especial hincapié en México.

### Separación
El 31 de octubre de 2012 dan su último concierto en su ciudad (Valencia) después de hacer un comunicado diciendo que La Pulquería deja los escenarios por un tiempo indefinido.
Su comunicado fue el siguiente: 

“La Pulquería mañana día 31 vísperas del Día de los Muertos ofrecerá en Valencia su último concierto. Sin ánimo de cargar de emotividad esté escrito aquí queda dicho. Ha sido de manera unánime y amistosa, como cuando comenzamos. Añadiremos más palabrería en los días sucesivos según la morriña o la euforia de los recuerdos, así como los agradecimientos. Está por decidir bajo el amparo de qué, de quién o cómo queda tanto este portal como el resto en el futuro próximo. Suponemos que seguirá con vida por la respiración asistida que otorguéis a este ecosistema tanto vuestro como nuestro. No es una despedida, no es un hasta luego, es una hardmariachitropipunkplayerobalcánicolatinovacilonada de las nuestras, así que nos volveremos a ver si el Rock quiere. Repetimos, mañana [por hoy miércoles] con muchas ganas de repartir leña, último concierto Pulquero y hasta más ver. Eso sí, si es en un año, dos, tres o cuatro vidas será con discazo nuevo. Salud familia. Muchas gracias”

### Regreso
En 2015 se anuncia una gira de 5 conciertos, por las ciudades de Murcia, Madrid, Valencia, Vitoria y Zaragoza (en ese orden) en conmemoración a los 10 años del lanzamiento de su disco Corridos de amor.
En 2016 vuelven a la carretera en festivales como el Viña Rock, el Montgorock Xàbia Festival, Paellas Festival o Alterna Festival entre otros, y una gira de conciertos por distintas ciudades de España. Se trata de un grupo muy activo en redes sociales como Facebook y Twitter, donde comparten en todo momento sus aventuras y vivencias con los "pulqueros", sus fieles fanes y seguidores. El 3 de junio estrenan el videoclip Borrascas y anticiclones.
En octubre de 2016 sacan su quinto álbum, titulado Lobo de bar.

### Disolución
En 2017 dieron sus últimos conciertos ya que en 2018, su cantante principal, Gerard, se implica en otro proyecto musical titulado Huracán Romántica.

## Discografía
- Corridos de amor (2004)
- C'mon fandango (2007)
- Hey Ho Chingón (directo) (2008)
- Fast Cuisine, un menú de tres platos (2010)
  - Everybody Arroz Arse (EP)
  - Para To Take A Güey (EP)
  - Dulce De Leches (EP)
- Lobo de bar (2016)

## Miembros
- Gerard Sanz 'Huracán Romántica' (voz)
- Pancho Tekila (guitarra)
- Miguel Ángel Escrivá (bajo)
- Jordi Carreras (guitarra)
- Federico Martín (batería)
- Adolfo Cebreiro (trompeta)
- Eloy Suárez (trombón)

## En otros medios
- En la película española Va a ser que nadie es perfecto (2006) suena la canción Morirse de pena del disco Corridos de amor.